# 共有結合性阻害剤
共有結合性阻害剤（きょうゆうけつごうせいそがいざい、英: covalent inhibitors）またはコバレントドラッグ（英: covalent drugs）は、標的タンパク質に付着して結合するように合理的に設計された阻害剤である。こうした阻害剤は、化学反応性の低い結合形成官能基を持ち、標的タンパク質に結合した後、標的部位にある近接した求核性残基と速やかに反応して結合を形成するように配置される。

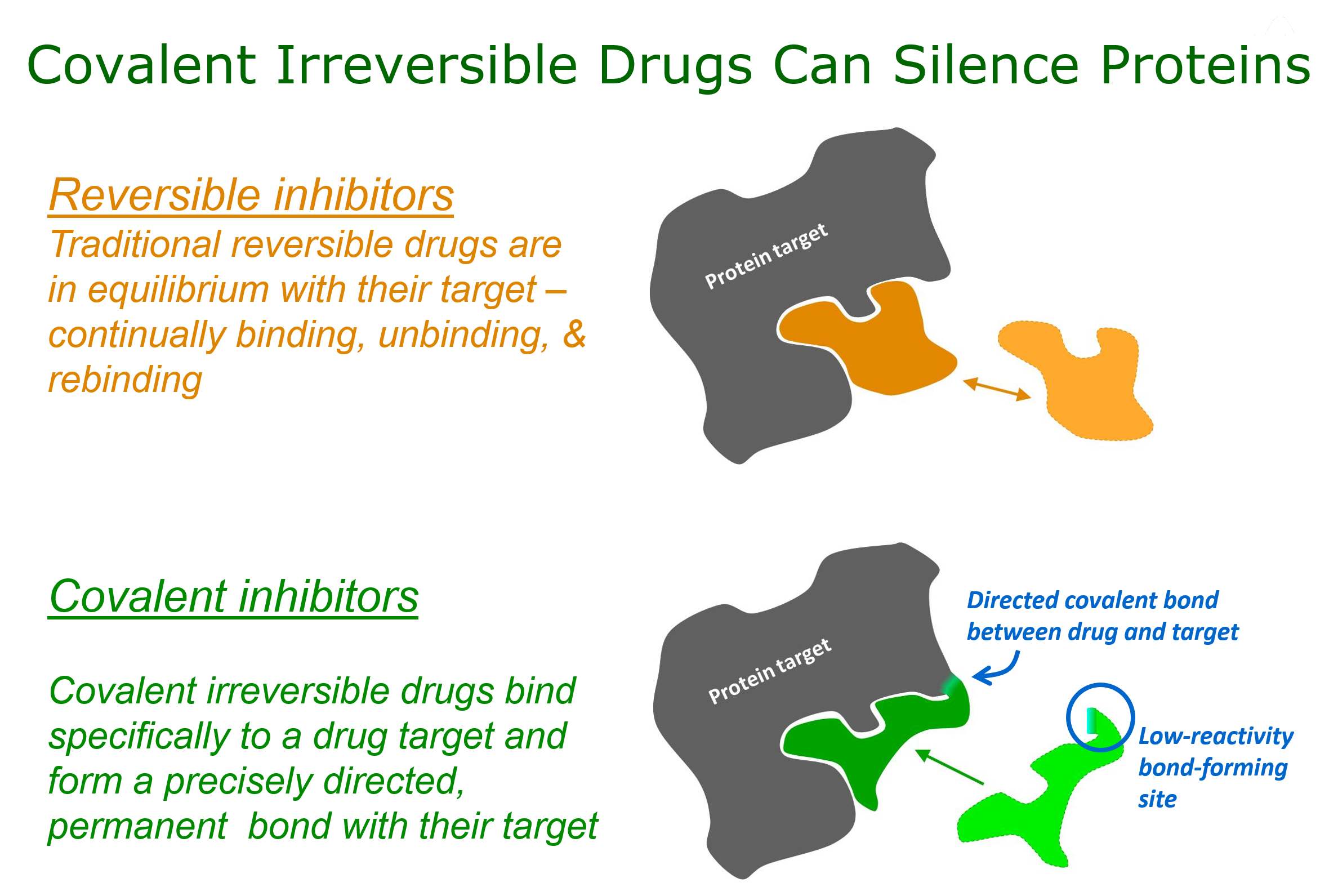
この図は、コバレントドラッグが不可逆的にタンパク質に結合して、たとえばタンパク質の活性を抑制するような、機能を修飾する機構を説明している。
(上) 可逆的阻害剤: 従来の可逆的な薬物は、その標的と平衡状態にあり、継続的に結合、脱結合、そして再結合を繰り返している。
(下) 共有結合性阻害剤: コバレントドラッグは、薬物標的と特異的に結合し、標的と正確な方向性を持った永続的な結合を形成する。

## コバレントドラッグの歴史的影響
過去100年以上にわたり、コバレントドラッグは人々の健康に大きな影響を与え、製薬業界に大きな成功をもたらした医薬品である。これらの阻害剤は標的タンパク質と反応し、共有結合複合体を形成して、タンパク質はその機能を失う。ペニシリン、オメプラゾール、クロピドグレル、アスピリンなど、これらの成功した医薬品の大半は、表現型スクリーニングにおけるセレンディピティ（偶察力）によって発見された。

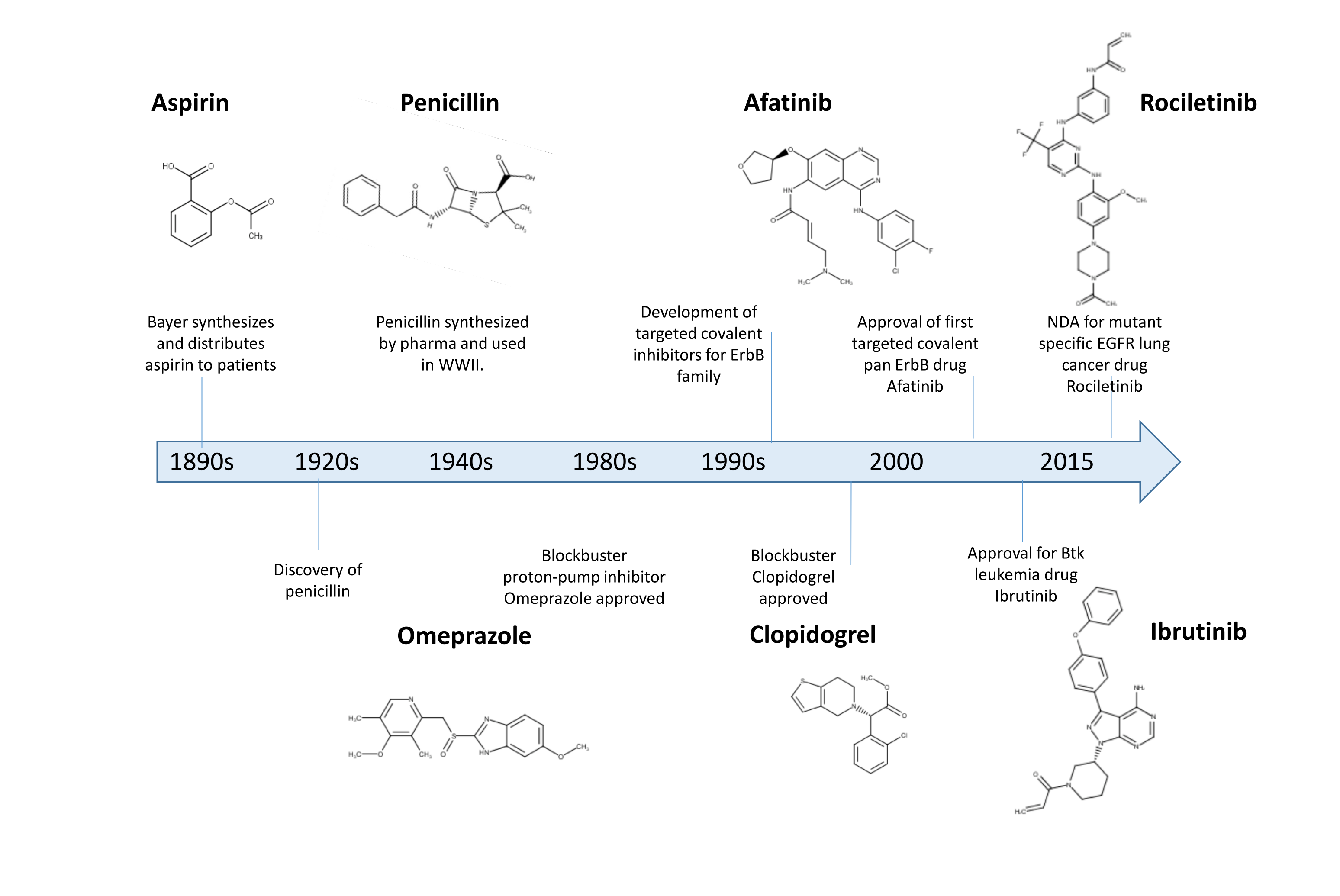
市販が承認されたコバレントドラッグの歴史を簡単に時系列で表現した年表。

しかし、安全性の懸念とスクリーニング手法の重要な変化により、製薬会社は共有結合性阻害剤を体系的に追求することに消極的となった。最近、合理的医薬品設計を用いて、「標的共有結合性阻害剤」（英: targeted covalent inhibitors, TCI）と呼ばれる高選択的な共有結合性阻害剤を創製することに大きな注目が集まっている。「標的コバレントドラッグ」（英: targeted covalent drugs）の最初の発表例は、EGFRキナーゼに関するものであったが、現在では他のキナーゼや、他のタンパク質ファミリーにまで広がっている。小分子だけでなく、ペプチドやタンパク質から共有結合性プローブも派生している。結合ペプチドまたはタンパク質に、翻訳後化学修飾を介したり非天然アミノ酸として反応性基を組み込むことで、近接誘導反応により標的タンパク質を特異的に結合させることができる。

## コバレントドラッグの利点

### 効力
共有結合は、非常に高い効力とリガンド効率をもたらし、不可逆的な共有結合相互作用の場合は、本質的に無限大になり得る。このように共有結合は、低分子量化合物でも高い効力を日常的に発揮することができ、小サイズによる有益な薬物特性を合わせ持っている。

### 選択性
共有結合性阻害剤は、タンパク質ファミリー全体の中でユニークあるいはまれな求核剤を標的として設計することができる。これにより、他のほとんどのファミリーメンバーと共有結合を形成しないようにする。この方法は、近縁タンパク質に対して高い選択性をもたらす可能性がある。これは、阻害剤が近縁タンパク質の活性部位に一時的に結合する可能性があっても、適切な位置に標的の求核性残基がなければ共有結合で標識することができないためである。

### 薬力学
共有結合による不可逆阻害の後に薬理活性を回復させるためには、標的タンパク質の再合成が必要である。このことは、投与する量と頻度が薬理効果の範囲と持続時間に関連する薬物の薬力学にとって重要かつ潜在的に有利な結果をもたらす可能性がある。

### 組み込みバイオマーカー
前臨床試験や臨床試験において、薬剤の投与量と有効性あるいは毒性との関係を評価するために、共有結合性阻害剤を用いて標的関与を評価できる場合がある。この方法は、コバレントBtk阻害剤の前臨床および臨床試験において、関節炎の動物モデルにおける投与量と有効性の関係や、健康なボランティアを対象とした臨床試験における標的占有率の関係を理解するために用いられた。

## コバレントドラッグの設計
コバレントドラッグの設計では、非共有結合親和性（図のKiに反映される）と求電子弾頭の反応性（図のk2に反映される）の両方を慎重に最適化することが必要である。

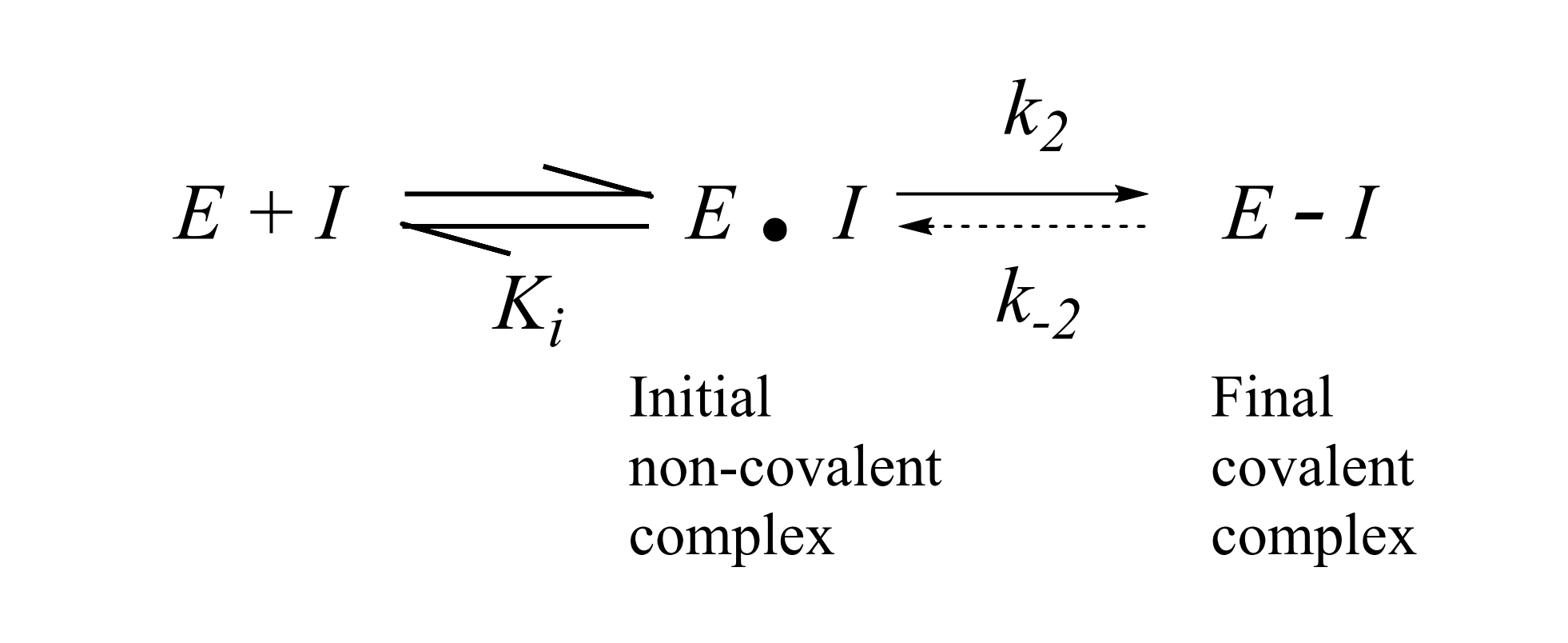
コバレントドラッグの作用機序

TCIの初期設計は、3つの重要な段階で行われる。まず、バイオインフォマティクス分析により、薬物標的の機能的に関連する結合部位の内部または近くにあるが、そのタンパク質ファミリーではまれな求核性アミノ酸（例: システイン）を同定する。次に、結合様式が既知の可逆的阻害剤を同定する。最後に、構造に基づく計算手法を使用して、求電子性機能を持ち、かつ標的タンパク質の求核性アミノ酸と特異的に反応するように配置された修飾リガンドの設計を導く。

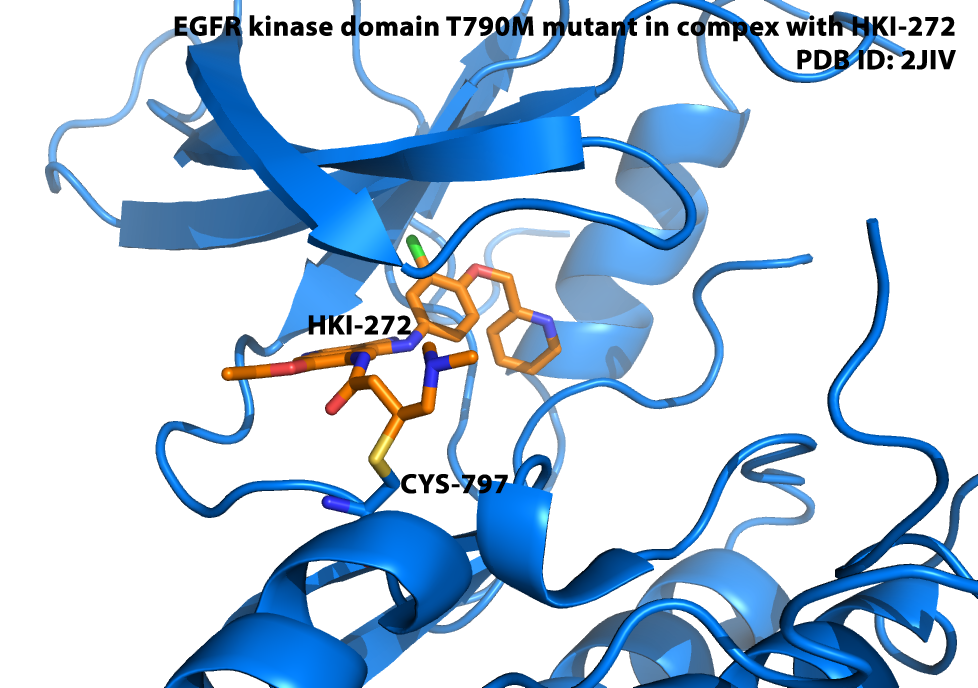
HKI-272（ネラチニブ）によりCys-797で共有結合的に阻害されるEGFRキナーゼT790M変異体 (PDB ID:)

受容体タンパク質の活性を光で遠隔かつ可逆的に制御するために、標的共有結合型の光異性化リガンド（photoisomerizable ligands、光スイッチ）が開発された。これらは、グルタミン酸受容体を介して網膜の視覚入力や蝸牛の聴覚入力を回復させるための分子プロステーシス（molecular prostheses、分子人工器官）として用いられている。リガンド結合は、アフィニティーラベリング機構を介し、特定のリジン残基を標的としている。

## タンパク質の共有結合修飾に伴う毒性リスク
現代の創薬プログラムでは、毒性に関する懸念から、共有結合性阻害剤の検討には消極的であった。その重要な一因は、可逆的薬物の代謝活性化によって引き起こされると考えられているいくつかの著名な薬物の薬物毒性であった。たとえば、高用量のアセトアミノフェン投与は、反応性代謝物であるN-アセチル-p-ベンゾキノンイミン（NAPQI）の生成を起こす可能性がある。また、β-ラクタム系抗生物質のような弱い求電子剤を含む共有結合性阻害剤は、一部の患者で特異体質毒性（idiosyncratic toxicities、IDT）を引き起こすことがある。認可された共有結合性阻害剤の多くは、特異体質毒性が観察されることなく、数十年にもわたって安全に使用されていることが知られている。また、IDTは共有結合型の作用機序を持つタンパク質に限定されるものではない。最近の分析では、特異体質毒性のリスクは、投与薬物の用量を減らすことで軽減される可能性があると指摘されている。1日あたり10 mg以下の投与量では、薬物機構にかかわらず、IDTにつながることはほとんどない。

## 臨床開発中のコバレントドラッグ
ほとんどの製薬会社が共有結合性阻害剤の創薬に注意を払っていないように見えるが、コバレントドラッグが承認または後期臨床開発に進んでいる例がいくつかある。

### KRASと肺がん・大腸がん
アムジェン社のソトラシブ（AMG 510、商品名: ルマケラス）は、KRAS p.G12Cの共有結合性阻害剤で、最近、第I相臨床試験を終了した。この薬剤は、KRAS G12C変異陽性の非小細胞肺がん患者の半数で部分奏効（partial responses）に誘導し、大腸がん（または虫垂がん）の評価可能な患者の大半で病状を安定化（stable disease）させた。

### EGFRと肺がん
第2世代のEGFR阻害剤であるアファチニブとモボセルチニブは、EGFR変異性の肺がんの治療薬として承認されており、ダコミチニブは後期臨床試験中である。第3世代のEGFR阻害剤は、腫瘍に特異的な変異型EGFRを標的とし、野生型EGFRに対して選択力があることから、より広い治療効果をもたらすと期待されている。

### ErbBファミリーと乳がん
汎ErbB阻害剤ネラチニブは、2017年に米国、2018年にEUで、トラスツズマブを用いた治療後の早期HER2過剰発現／増幅乳がんの成人患者に対する延長補助療法として承認された。

### Btkと白血病
ブルトン型チロシンキナーゼの共有結合性阻害剤であるイブルチニブは、慢性リンパ性白血病、ワルデンシュトレーム型マクログロブリン血症、マントル細胞リンパ腫の治療薬として承認された。

### SARS-CoV-2プロテアーゼとCOVID-19
ニルマトレルビルとリトナビルの合剤（商品名：パキロビッド、Paxlovid）は、3CLpro（Mpro）酵素の共有結合性阻害剤である。重度のCOVID-19に進行しておらず、緊急の入院を必要としないSARS-CoV-2感染者の早期治療薬として、第III相試験が行われている。